# Крутивус
Крутивус (Вернивода)  — герой українських народних казок. Від покручення вуса цього казкового героя розступалася вода в річках: «Вернивода з водою грається: на той бік вусом поверне — там сухо робиться, то на той — там сухо робиться» (Павло Чубинський). Один із персонажів української народної казки «Котигорошко».

## Ім'я і значення образу
Один з богатирів, що служили богам, шанований, як напівбог, невразливий козак, наділений небом незвичайною силою. Здатний повертати річки назад. Уособлює природну стихію — стихію води. У казках він постає разом із Вернидубом та Вернигорою.

## Походження образу
Як «сила природи» Крутивус — це відома нам сила Коріоліса, що викликає зсув річкових русел, виходить, і про неї знали древні скіфи, або у всякому разі, про її прояви. В інших казках цей богатир називається Вернивода. Історично ж це міг бути четвертий цар сколотів, про якого чомусь не знав Геродот, хоча писав про поділ скіфів на чотири народу. «Геродотова Скіфія. Історико-географічний аналіз», (1979), Рибаков Б. О.
Також міг бути козаком-характерником з надзвичайними здібностями та великою силою. Образ якого був оспіван народним фольклором.

## Образ у культурі
- Анімаційний фільм «Котигорошко». Київнаукфільм 1970 рік. Режисер: Борис Храневич. Художник-постановник: Юрій Скирда.

## Інше
- Українське прізвище